# CSA Czech Airlines

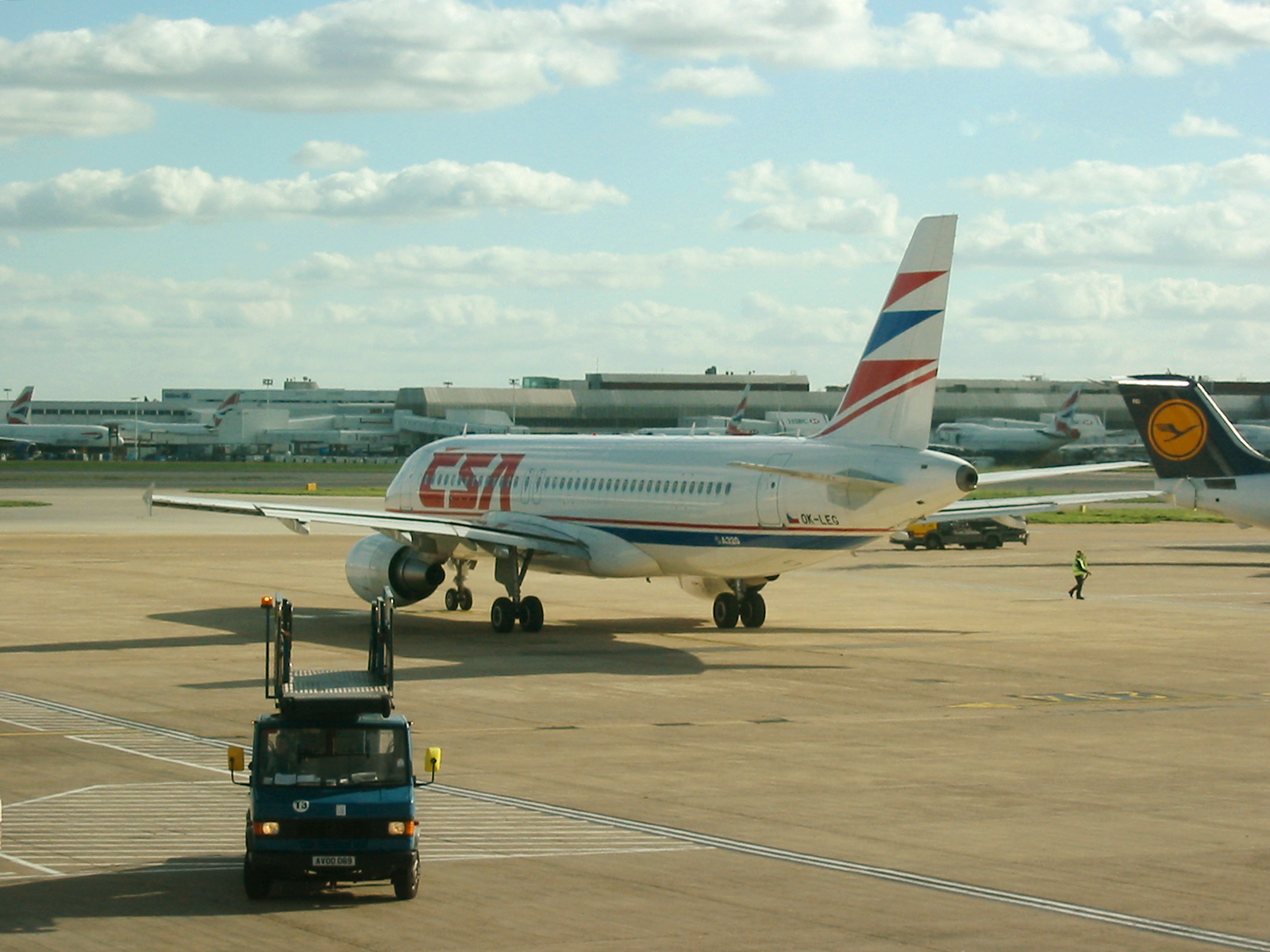
ČSA Czech Airlines Airbus A320.

CSA Czech Airlines (tjeckiska: České aerolinie, förkortning: ČSA) är Tjeckiens nationella flygbolag och tidigare ""flag carrier" för Tjeckoslovakien, baserad på Ruzyně internationella flygplats i Prag. Flygbolaget kopplar samman de flesta europeiska destinationerna och har också flygningar till Asien samt Mellanöstern. 2006 hade flygbolaget mer än 5,5 miljoner resenärer. Bolaget har ett bonusprogram kallat "OK Plus" och är medlem i Skyteam-alliansen.

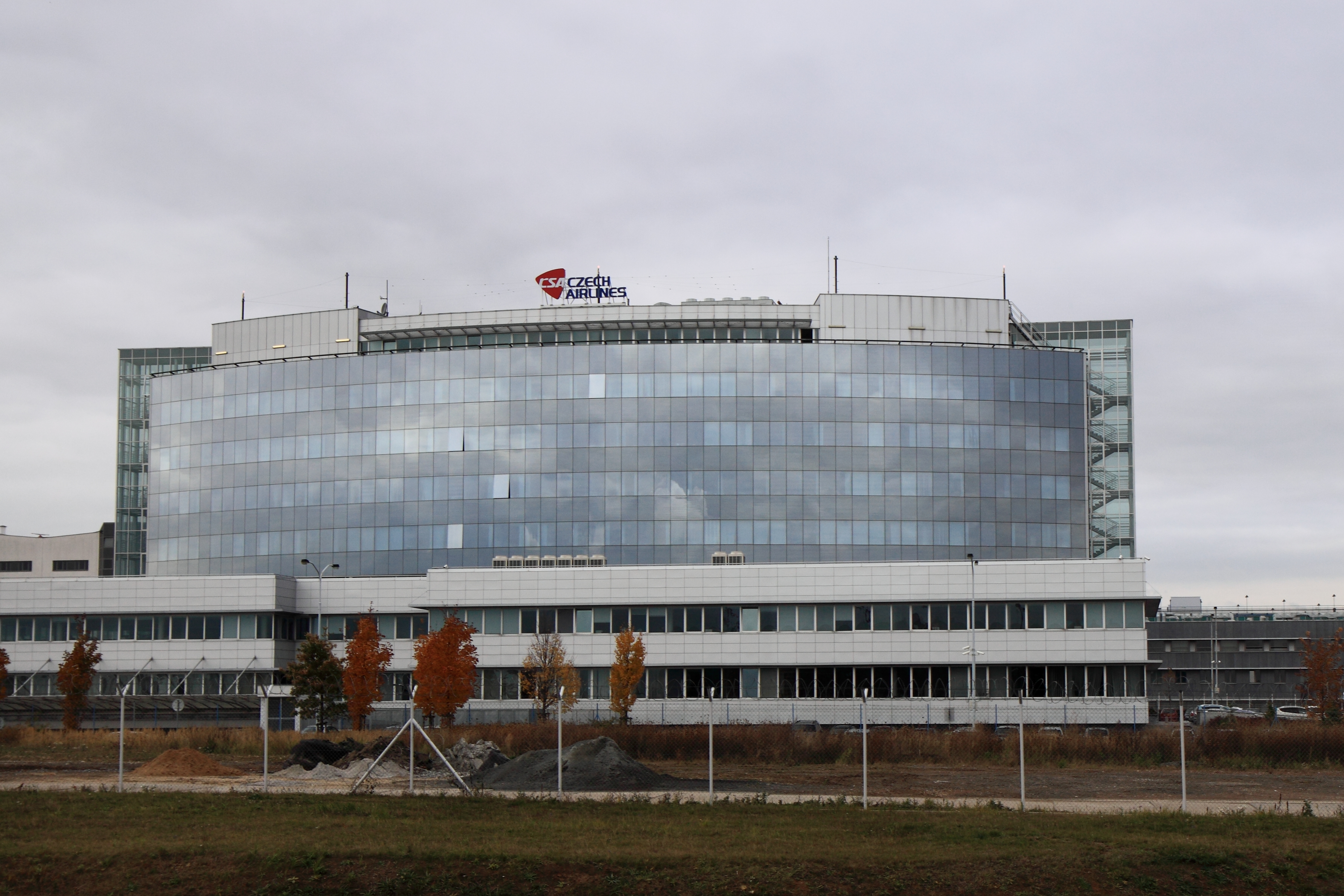
Czech Airlines huvudkontor.

CSA ansökte om konkurs i mars 2021 med skulder på ca 820 miljoner SEK, men undvek konkurs genom rekonstruktion av flygbolaget. På grund av detta och Coronapandemin, som kraftigt minskat resandet, har CSA sålt flygplan och ställt in beställningar för flygplanen Airbus A321XLR och Airbus A220 för att betala sina skulder.
Flygbolaget trafikerar i nuläget (juli 2022) endast ett fåtal destinationer och använder två flygplan, en Airbus A319 och en Airbus A320.

## Historia

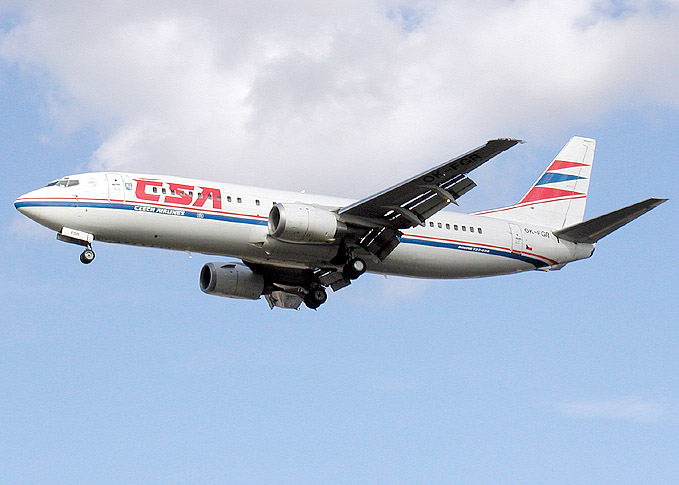
ČSA Czech Airlines Boeing 737-400.

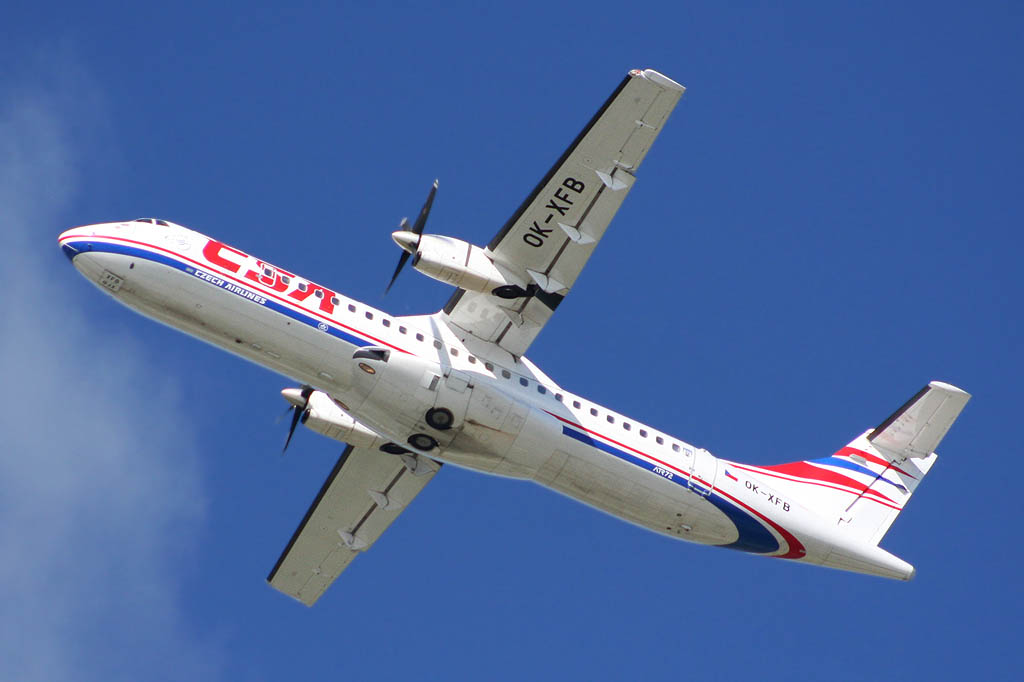
ČSA Czech Airlines ATR 72

CSA grundades 6 oktober 1923 av den tjeckoslovakiska regeringen som CSA Československé státní aerolinie. Tjugotre dagar senare skedde den första flygningen mellan Prag och Bratislava. På den tiden hade flygbolaget endast inrikesflygningar tills den första internationella flygningen gjordes från Prag till Bratislava och Zagreb 1930.
I januari 1948 tog kommunistpartiet makten i Tjeckoslovakien och förbjöd vissa västeuropeiska och Mellanöstern-linjer och ersatte större delen av flottan med sovjetiskbyggda flygplan. År 1957 blev CSA ett av världens första flygbolag att flyga jetplan med den första levererade Tupolev Tu-104. Den första transatlantiska flygningen genomfördes 3 februari 1962 till Havanna genom att använda ett Bristol Britannia av Cubana de Aviación. CSA:s transatlantiska flygningar var koddelade med Cubanas egna linjer till Prag och besättningen fick gå en träningskurs inför Britannia-planen.
Britannian ersattes med en Iljusjin Il-62 under det sena 1960-talet, och nya transatlantiska linjer öppnades till Montréal och New York. Tupolev Tu-134, Iljusjin Il-18 och andra sovjetbyggda flygplan användes i CSA:s europeiska flygningar. Under 1990-talet ersattes alla sovjetiska flygplan med västeurländska, som Boeing 737, Airbus A310 och Airbus A320, och för kortare linjer ATR-flygplan. CSA blev en fullständig medlem i SkyTeam efter denna satsning.
Efter upplösningen av Tjeckoslovakien 1993 fick flygbolaget sitt nya namn i maj 1995. Flygbolaget ägs av Tjeckiens nationella ägofond (56,43 procent), Tjeckiens konsolideringsbank (34,49 procent) och andra tjeckiska institutioner. Flygbolaget har 5 440 anställda (mars 2007).

## Flotta[5]
Czech Airlines flotta består av följande flygplan (juli 2022):